# Жуст Фонтен
Жу́ст Фонте́н (фр. Just Fontaine; 18 серпня 1933, Марракеш, Французьке Марокко — 1 березня 2023, Тулуза, Франція) — один з найкращих футболістів в історії французького футболу. Нападник, відомий за прізвиськом Хусто. Відзначився найбільшою кількістю голів (13) протягом одного чемпіонату світу. Лауреат Ювілейної нагороди УЄФА як найвидатніший французький футболіст 50-річчя (1954—2003).

## Молоді роки
Майбутній футболіст народився у французькій колонії Марокко у сім'ї генерального інспектора на тютюновій фабриці. Вихованням сина займалася мати, іспанка за походженням. Змалку низькорослий, але м'язистий юнак відчув тягу до спорту. Батько намагався схилити Жуста, чи як звали його у сім'ї — Хусто, до баскетболу або легкої атлетики. Та син віддав перевагу футболу.
Спершу він грав у місцевій юнацькій команді «Марракеш». Коли здобув з нею чемпіонство, перейшов у 1950 році до дорослої команди «УСМ» зі столиці Марокко — Касабланки. Разом із цією командою молодий Жюст виборов ще один титул — Кубок Півночі, тобто розіграш спільного чемпіонату кількох північноафриканських країн із зони Магриб. У його розіграші Фонтен став ще й найкращим бомбардиром.

## Визнання у Франції
Успіхи молодого гравця в Марокко не могли не зауважити клуби з чемпіонату Франції. Першою була «Ніцца», яка у той час переживала роки свого розквіту. У першому ж сезоні з новим клубом Жуст виграв Кубок Франції 1954 року, а 1956-го — і чемпіонство.
Та на тому ж і скінчилася кар'єра футболіста у команді з Лазурного узбережжя. Адже перспективного молодого нападника у «Ніцци» перекупив за рекордні як на той час 10 мільйонів франків, інший тодішній гранд французького футболу — клуб «Реймс». Фонтен був необхідним для команди, бо її власники напередодні продали до іспанського «Реалу» лідера Раймона Копа й мали потребу в новому нападнику.
А Жуст Фонтен з чудовою стартовою швидкістю й прекрасною реалізацією гольових моментів «Реймсу» дуже знадобився. Але все ж титули довелось відкласти на два роки, аби нападник звик до манери гри своєї команди, а його партнери перебудувались на гру з Фонтеном. І титули не забарились — 1958 року команда здобула чемпіонство, виграла кубок Франції. Сам же нападник став найкращим бомбардиром чемпіонату з 34 голами.

## Визнання у збірній і рекорд
У молодіжній збірній Франції Жуст дебютував ще 1953 року, коли тільки перебрався до «Ніцци». У тій грі французи передбачувано розгромили збірну Люксембургу з рахунком 8:0, а Фонтен закінчив гру з хет-триком в активі. У національній збірній Франції Фонтен вперше зіграв 1956 року у програшному матчі проти угорців. Фінальний свисток судді пролунав, коли на табло висвічувались цифри 1:2. Щоправда, єдиним французьким голом відзначився якраз молодий Жуст Фонтен.
Але тренер збірної мав свою думку й вирішив не брати нападника на Чемпіонат світу 1958 року до Швеції. Він брав участь у відбіркових матчах, але сам говорив, що грає тільки до того часу, поки залікує свою травму головний бомбардир Раймон Копа. Однак на Чемпіонаті Фонтену судилося зіграти. А допоміг у цьому прикрий випадок: травма одного з п'яти форвардів збірної — Рене Бліара, одноклубника Жуста.
У першому ж матчі проти Парагваю Копа й Фонтен продемонстрували всю міць французької атаки. Матч закінчився з рахунком 7:3 на користь «півнів», а Жуст з них записав собі в актив перші три голи. У наступних двох матчах за вихід із групи, після Фонтенових ударів двічі витягали м'ячі із сітки воріт вже югослави та один раз — шотландці. Таким чином змагання в групі нападник завершив із 6 голами.
У чвертьфіналі проти Північної Ірландії нападник знову зробив дубль, а ще забив один гол у півфінальному програному матчі зі збірною Бразилії. Тож разом у Фонтена «назбиралося» 9 голів. Феєричним для нього став останній матч із ФРН за третє місце. До завершення гри Жюстові вийшло аж чотири рази засмутити німецького воротаря. Таким чином всього Фонтен забив 13 голів. Ця кількість голів була завелика не те що для одного чемпіонату. Протягом кількох десятків років футболісти не могли «побити» цей рекорд навіть за кілька чемпіонатів світу. Згодом це вдалось зробити німцеві Гердові Мюллеру. Однак за один чемпіонат забити 13 голів до сьогодні не вдалось нікому.

## Травма і життя після футболу
У 1959 році Фонтен став найкращим бомбардиром Кубка чемпіонів. Та його «Реймс» у фіналі програв іспанському «Реалу». Наступного 1960 року разом із «Реймсом» Жюст здобув чемпіонство і з 28 голами став найкращим бомбардиром того року у Франції. Але сезон до кінця Фонтен не дограв. 20 березня 1960 року у грі з «Сошо» він зіткнувся із вінгером суперників Секу Туре й дістав подвійний перелом ноги.
Шість місяців Жуст пролежав у гіпсі й готувався до того, аби взяти участь у Чемпіонаті світу 1962 року. Він навіть вийшов на поле у відбірковій грі збірної з Болгарією. Але цей матч став для нього останнім у формі збірної, бо 1 січня 1961 року Фонтен вдруге зламав ногу й після цього був змушений назавжди зав'язати з грою у футбол. У підсумку за збірну він провів всього 21 матч, але забив аж 30 голів.
По завершенні кар'єри футболіста Фонтен мав невдалу тренерську практику, зокрема на посту тренера збірної Франції. Він був звільнений після поразки від румунів та СРСР. Згодом Жуст очолював профспілку футболістів Франції. Знайшов себе ексфутболіст у публіцистиці. До самої смерті він працював в одній із французьких газет і писав тексти на футбольну тематику.

## Статистика виступів

### Статистика виступів за збірну
| Дата       | Місто      | Господарі | Результат | Гості             | Турнір                       | Голи | Примітки |
| ---------- | ---------- | --------- | --------- | ----------------- | ---------------------------- | ---- | -------- |
| 17-12-1953 | Париж      | Франція   | 8 – 0     | Люксембург        | Відбір до ЧС 1954            | 3    |          |
| 7-10-1956  | Коломб     | Франція   | 1 – 2     | Угорщина          | товариський матч             | -    |          |
| 6-10-1957  | Будапешт   | Угорщина  | 2 – 0     | Франція           | товариський матч             | -    |          |
| 13-3-1958  | Париж      | Франція   | 2 – 2     | Іспанія           | товариський матч             | 1    |          |
| 16-4-1958  | Париж      | Франція   | 0 – 0     | Швейцарія         | товариський матч             | -    |          |
| 8-6-1958   | Норрчепінг | Франція   | 7 – 3     | Парагвай          | ЧС 1958 - 1-й етап           | 3    |          |
| 11-6-1958  | Вестерос   | Югославія | 3 – 2     | Франція           | ЧС 1958 - 1-й етап           | 2    |          |
| 15-6-1958  | Еребру     | Франція   | 2 – 1     | Шотландія         | ЧС 1958 - 1-й етап           | 1    |          |
| 19-6-1958  | Норрчепінг | Франція   | 4 – 0     | Північна Ірландія | ЧС 1958 - чвертьфінал        | 2    |          |
| 24-6-1958  | Стокгольм  | Франція   | 2 – 5     | Бразилія          | ЧС 1958 - півфінал           | 1    |          |
| 28-6-1958  | Гетеборг   | Франція   | 6 – 3     | ФРН               | ЧС 1958 - матч за 3-тє місце | 4    |          |
| 1-10-1958  | Париж      | Франція   | 7 – 1     | Греція            | Відбір до ЧЄ 1960            | 2    |          |
| 5-10-1958  | Відень     | Австрія   | 1 – 2     | Франція           | товариський матч             | 1    |          |
| 26-10-1958 | Коломб     | Франція   | 2 – 2     | ФРН               | товариський матч             | -    |          |
| 9-11-1958  | Коломб     | Франція   | 2 – 2     | Італія            | товариський матч             | 1    |          |
| 11-10-1959 | Стокгольм  | Болгарія  | 1 – 0     | Франція           | товариський матч             | -    | 89'      |
| 11-11-1959 | Коломб     | Франція   | 5 – 3     | Португалія        | товариський матч             | 3    |          |
| 13-12-1959 | Коломб     | Франція   | 5 – 2     | Австрія           | Відбір до ЧЄ 1960            | 3    |          |
| 17-12-1959 | Париж      | Франція   | 4 – 3     | Іспанія           | товариський матч             | 1    |          |
| 16-3-1960  | Париж      | Франція   | 6 – 0     | Чилі              | товариський матч             | 2    |          |
| 11-12-1960 | Коломб     | Франція   | 3 – 0     | Болгарія          | Відбір до ЧС 1962            | -    |          |
| Усього     |            | Матчів    | 21        |                   | Голів                        | 30   |          |

## Досягнення
Реймс
- Чемпіон Франції: 1957–58, 1959–60, 1961–62
- Володар Кубка Франції: 1957–58
- Володар Суперкубка Франції: 1958, 1960
- Найкращий бомбардир Чемпіонату Франції: 1957–58, 1959–60

Ніцца
- Чемпіон Франції: 1955–56
- Володар Кубка Франції: 1953–54

Збірна Франції
- Бронзовий призер Чемпіонату світу: 1958